# Leone asiatico
Il leone asiatico è una popolazione di leoni presente nello stato indiano del Gujarat e appartenente alla sottospecie Panthera leo leo. La prima descrizione scientifica del leone asiatico fu pubblicata nel 1826 e si basava su un esemplare proveniente dalla Persia. Fino al XIX secolo, la sua distribuzione si estendeva dall'Arabia Saudita, dalla Turchia orientale, dall'Iran, dalla Mesopotamia e dal Pakistan meridionale fino all'India centrale. Dall'inizio del XX secolo, il suo areale si è ristretto al Parco nazionale di Gir e alle aree circostanti. La popolazione indiana è aumentata costantemente dal 2010. Nel 2015 è stato condotto il 14° Censimento del leone asiatico su un'area di circa 20.000 km²; la popolazione di leoni fu stimata in 523 individui, saliti a 650 nel 2017. Nel 2020 il numero era di 674 e nel 2025 era aumentato a 891.

## Tassonomia
Felis leo persicus fu il nome scientifico proposto da Johann N. Meyer nel 1826 per descrivere la pelle di un leone asiatico proveniente dalla Persia. Nel XIX secolo, diversi zoologi descrissero esemplari di leoni provenienti da altre parti dell'Asia che un tempo venivano considerati sinonimi di P. l. persica:
- Felis leo bengalensis, proposto da Edward Turner Bennett nel 1829, era un leone custodito nella ménagerie della Torre di Londra. Il saggio di Bennett contiene un'illustrazione intitolata «leone del Bengala»;[5]
- Felis leo goojratensis, proposto da Walter Smee in 1833, si basava su due pelli di leoni privi di criniera provenienti dal Gujarat che Smee espose durante una riunione della Zoological Society di Londra;[6]
- Leo asiaticus, proposto da Sir William Jardine, VII baronetto, nel 1834, era un leone originario dell'India;[7]
- Felis leo indicus, proposto da Henri Marie Ducrotay de Blainville nel 1843, si basaba su un cranio di leone asiatico.[8]

Nel 2017, il leone asiatico fu ricondotto alla sottospecie Panthera leo leo a causa delle strette somiglianze morfologiche e genetiche molecolari con gli esemplari di leone berbero. Tuttavia, diversi scienziati continuano a utilizzare P. l. persica per indicare il leone asiatico. Una filogenesi standardizzata basata sugli aplogruppi mitocondriali indica che il leone asiatico non rappresenta una sottospecie distinta, bensì un aplogruppo della popolazione settentrionale di P. l. leo.

## Evoluzione
I leoni lasciarono per la prima volta l'Africa almeno 700.000 anni fa, dando origine alla specie eurasiatica Panthera fossilis, che successivamente si evolse in Panthera spelaea (comunemente nota come leone delle caverne), estintasi circa 14.000 anni fa. Le analisi genetiche di P. spelaea indicano che si trattava di una specie distinta rispetto al leone moderno, dalla quale si era separata circa 500.000 anni fa, e che non era imparentata con i leoni asiatici attuali. Fossili del Pleistocene attribuiti con certezza o con elevata probabilità al leone moderno sono stati rinvenuti in diversi siti del Medio Oriente, come le paludi di Shishan nel bacino di Azraq, in Giordania, datati a circa 250.000 anni fa, e la grotta di Wezmeh sui monti Zagros, nell'Iran occidentale, datati tra 70.000 e 10.000 anni fa; altri ritrovamenti provengono dai depositi pleistocenici di Nadaouiyeh Ain Askar e della grotta di Douara, in Siria. Nel 1976, resti fossili di leone furono segnalati in depositi pleistocenici del Bengala Occidentale. Un carnassiale fossile proveniente dalla grotta di Batadomba indica che i leoni abitavano lo Sri Lanka nel Pleistocene superiore; questa popolazione potrebbe essersi estinta circa 39.000 anni fa, prima dell'arrivo dell'uomo sull'isola.

### Filogeografia

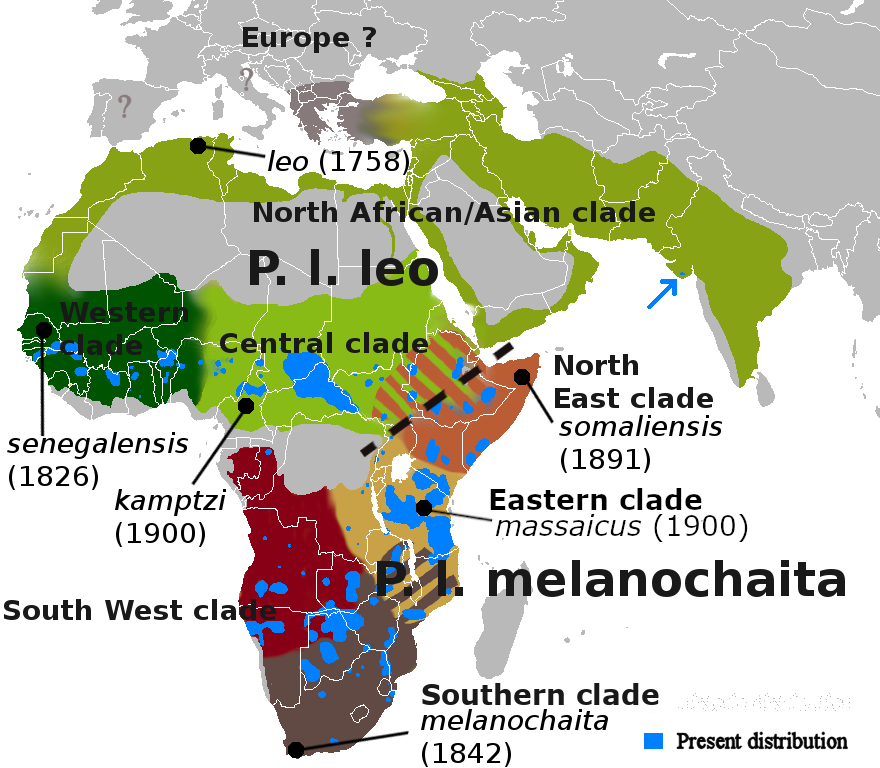
Mappa dell'areale che include i cladi proposti e le due sottospecie (P. l. leo e P. l. melanochaita) secondo la ricerca genetica.

I risultati di un'analisi filogeografica basata su sequenze di DNA mitocondriale di leoni provenienti da tutto l'areale storico, comprese popolazioni ora estinte come quella del leone berbero, indicano che i leoni dell'Africa subsahariana sono filogeneticamente basali rispetto a tutti i leoni moderni. Questi dati supportano un'origine africana per l'evoluzione del leone moderno, con un probabile centro in Africa orientale e meridionale. È probabile che da lì i leoni si siano espansi verso l'Africa occidentale, l'Africa settentrionale orientale e, lungo il margine della penisola arabica, abbiano raggiunto la Turchia, l'Europa meridionale e l'India settentrionale negli ultimi 20.000 anni. Il deserto del Sahara, le foreste pluviali del bacino del Congo e la Rift Valley rappresentano barriere naturali alla dispersione dei leoni.
Sono stati analizzati i marcatori genetici di 357 campioni provenienti da leoni selvatici e in cattività di Africa e India. I risultati indicano l'esistenza di quattro linee genetiche principali: una che si estende dall'Africa centrale e settentrionale fino all'Asia, una in Kenya, una nell'Africa meridionale e una nell'Africa meridionale e orientale. La prima ondata di espansione dei leoni avvenne probabilmente circa 118.000 anni fa dall'Africa orientale verso l'Asia occidentale, mentre una seconda ondata si verificò nel tardo Pleistocene o agli inizi dell'Olocene, dall'Africa meridionale verso l'Africa orientale. Il leone asiatico è geneticamente più vicino ai leoni dell'Africa settentrionale e occidentale che al gruppo formato dai leoni dell'Africa orientale e meridionale. Questi due gruppi si sarebbero separati circa tra 186.000 e 128.000 anni fa. Si ritiene che il leone asiatico sia rimasto in contatto genetico con i leoni dell'Africa settentrionale e centrale fino a quando il flusso genico fu interrotto a causa dell'estinzione dei leoni in Eurasia occidentale e in Medio Oriente durante l'Olocene.
I leoni asiatici presentano una diversità genetica inferiore rispetto a quelli africani, probabilmente a causa di un effetto fondatore avvenuto nella storia recente della popolazione residua della foresta di Gir.

## Descrizione

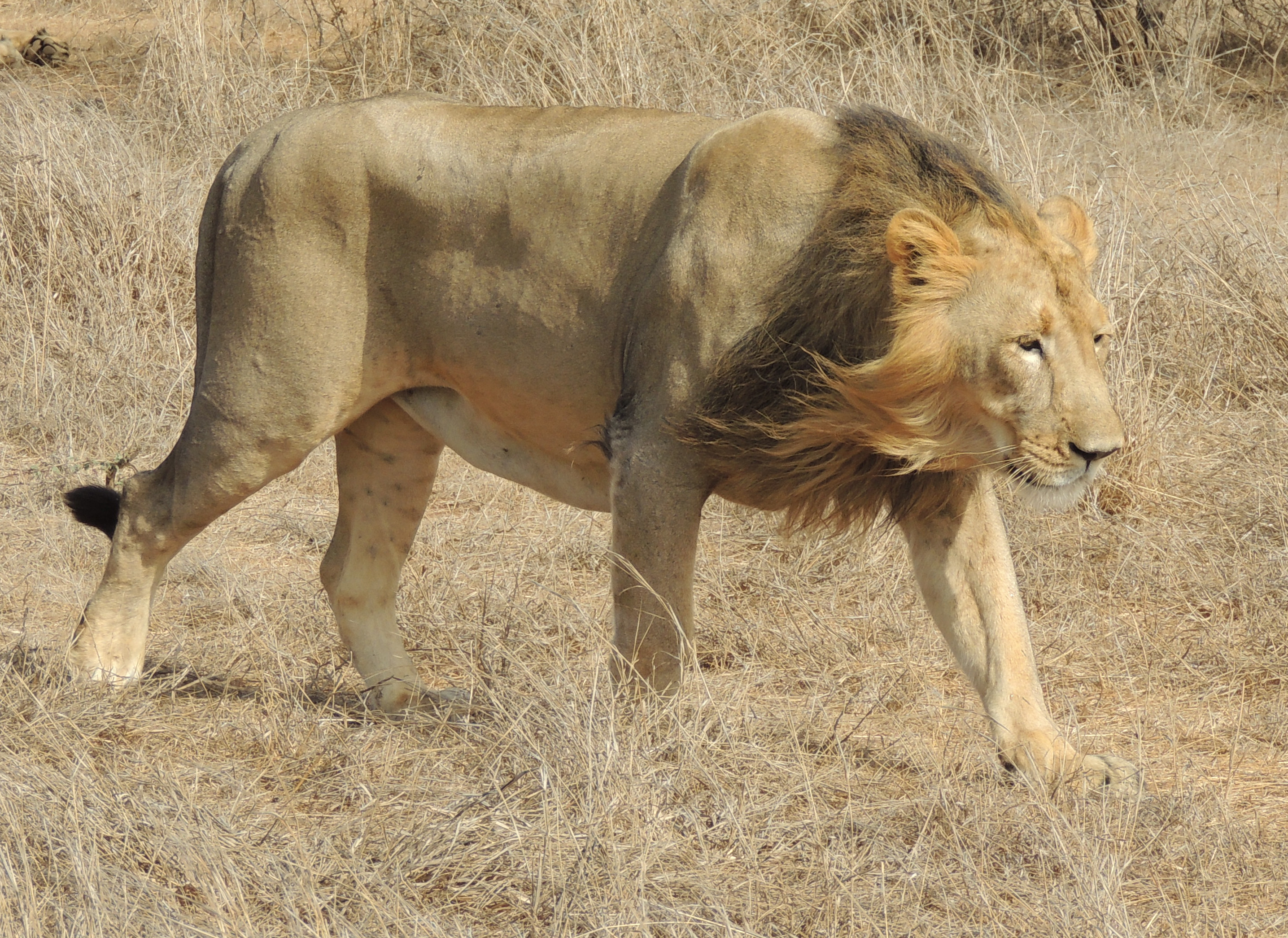
Maschio.

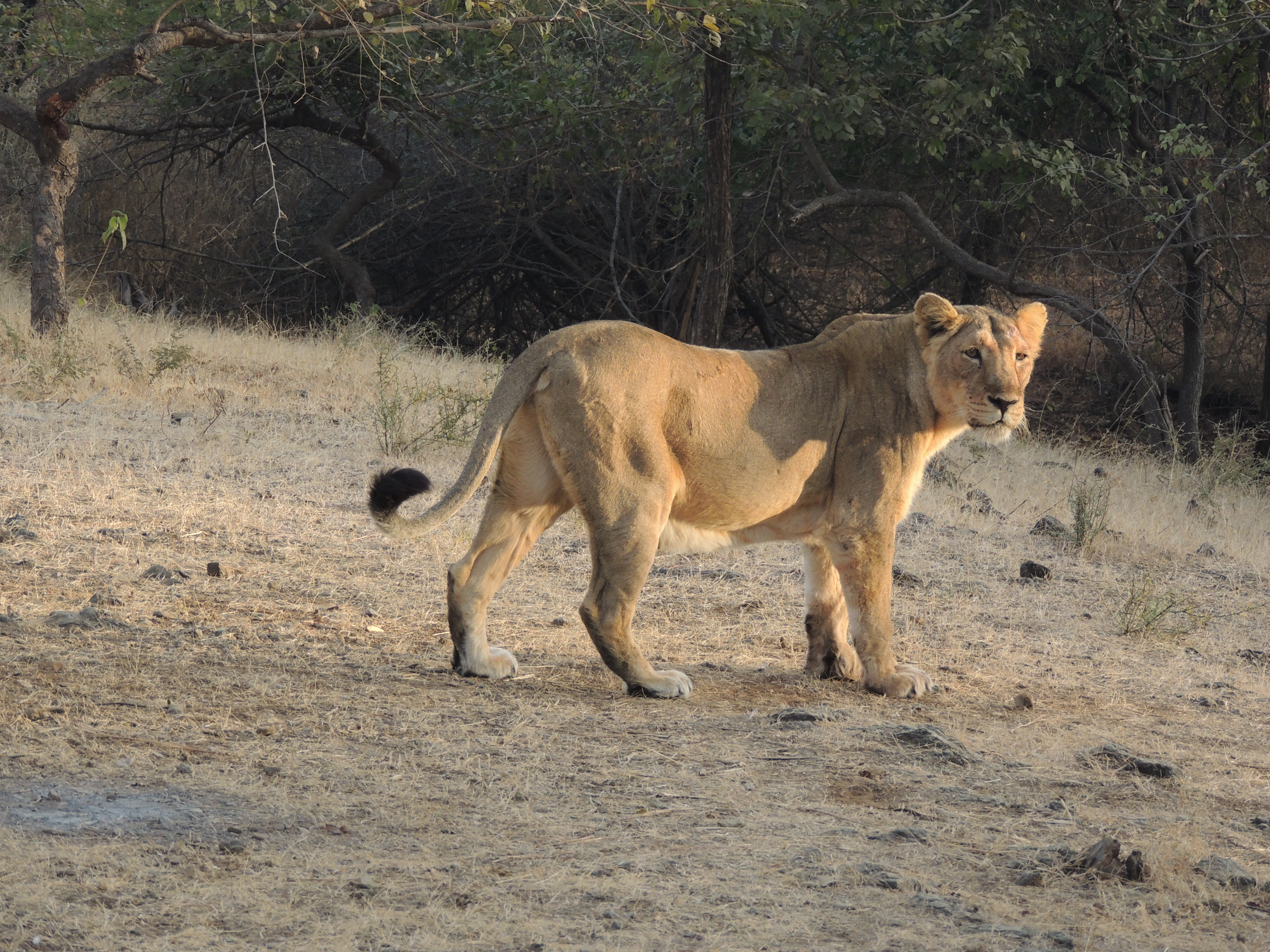
Femmina.

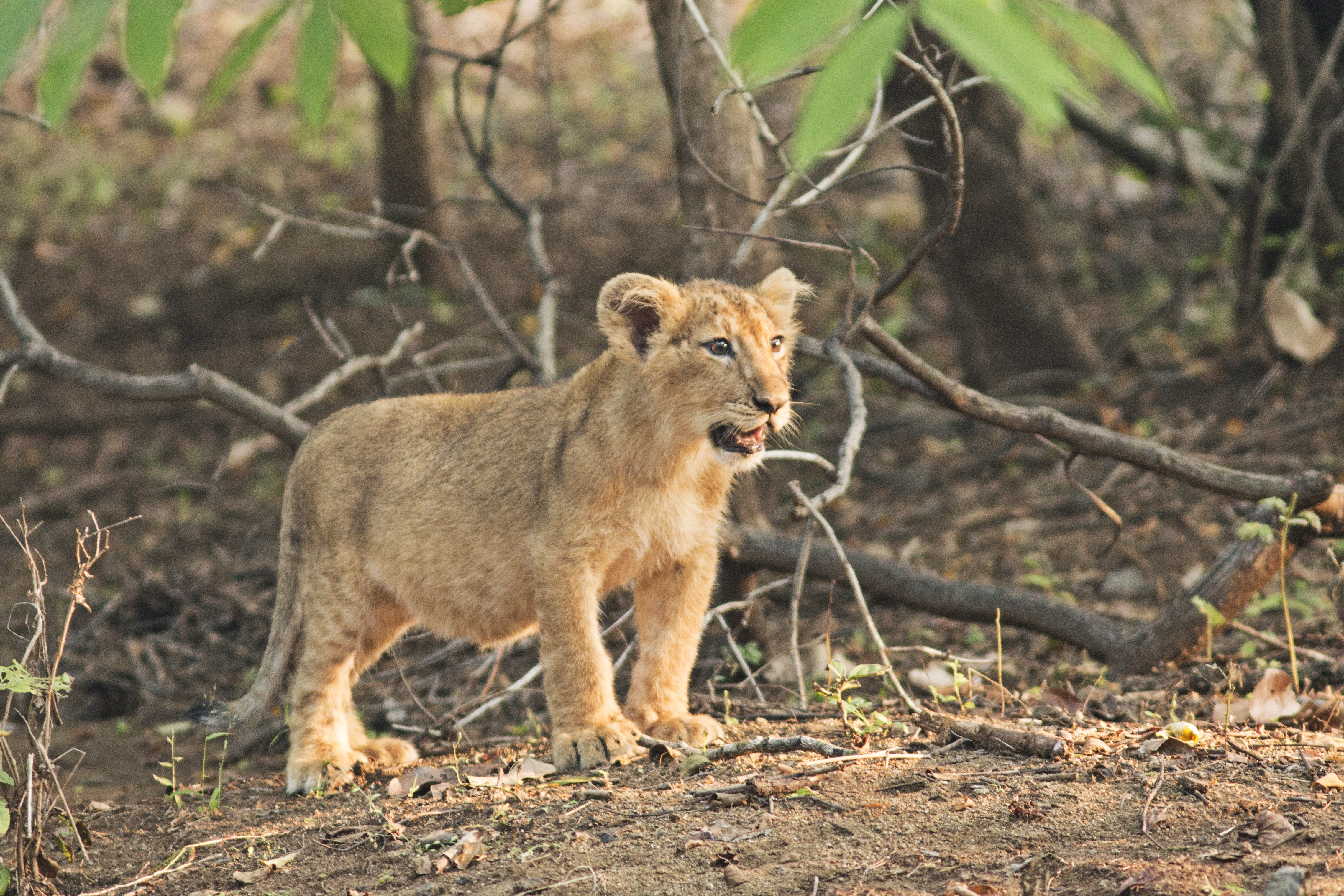
Piccolo.

Il mantello del leone asiatico varia di colore dal fulvo rossastro, spesso abbondantemente punteggiato di nero, al grigio sabbioso o beige, talvolta con riflessi argentei a seconda dell'illuminazione. I maschi presentano uno sviluppo moderato della criniera nella parte superiore della testa, tanto che le orecchie rimangono sempre visibili. La criniera è scarsa sulle guance e sulla gola, dove raggiunge una lunghezza di soli 10 cm. Circa la metà dei crani di leoni asiatici provenienti dalla foresta di Gir presenta forami infraorbitali divisi, mentre i leoni africani ne hanno uno solo per lato. La cresta sagittale è più sviluppata e l'area post-orbitale è più corta rispetto a quella dei leoni africani. La lunghezza del cranio nei maschi adulti varia tra 330 e 340 mm, mentre nelle femmine tra 292 e 302 mm. Il leone asiatico si distingue da quello africano anche per la presenza di un ciuffo caudale più grande e di bolle timpaniche meno sviluppate. Il tratto morfologico più caratteristico del leone asiatico è una piega longitudinale di pelle che corre lungo la linea ventrale.
I maschi possono raggiungere un'altezza alla spalla di 107-120 cm, mentre le femmine misurano tra 80 e 107 cm. Due esemplari misurati nella foresta di Gir presentavano una lunghezza testa-corpo di 1,98 m, con una coda lunga tra 0,79 e 0,89 m, per una lunghezza totale compresa tra 2,82 e 2,87 m. Il leone di Gir ha dimensioni simili a quelle del leone dell'Africa centrale, ma è più piccolo rispetto ai grandi leoni africani. Un maschio adulto di leone asiatico pesa in media 160,1 kg, con un massimo registrato di 190 kg, mentre le femmine selvatiche pesano tra i 100 e i 130 kg.

### Criniere

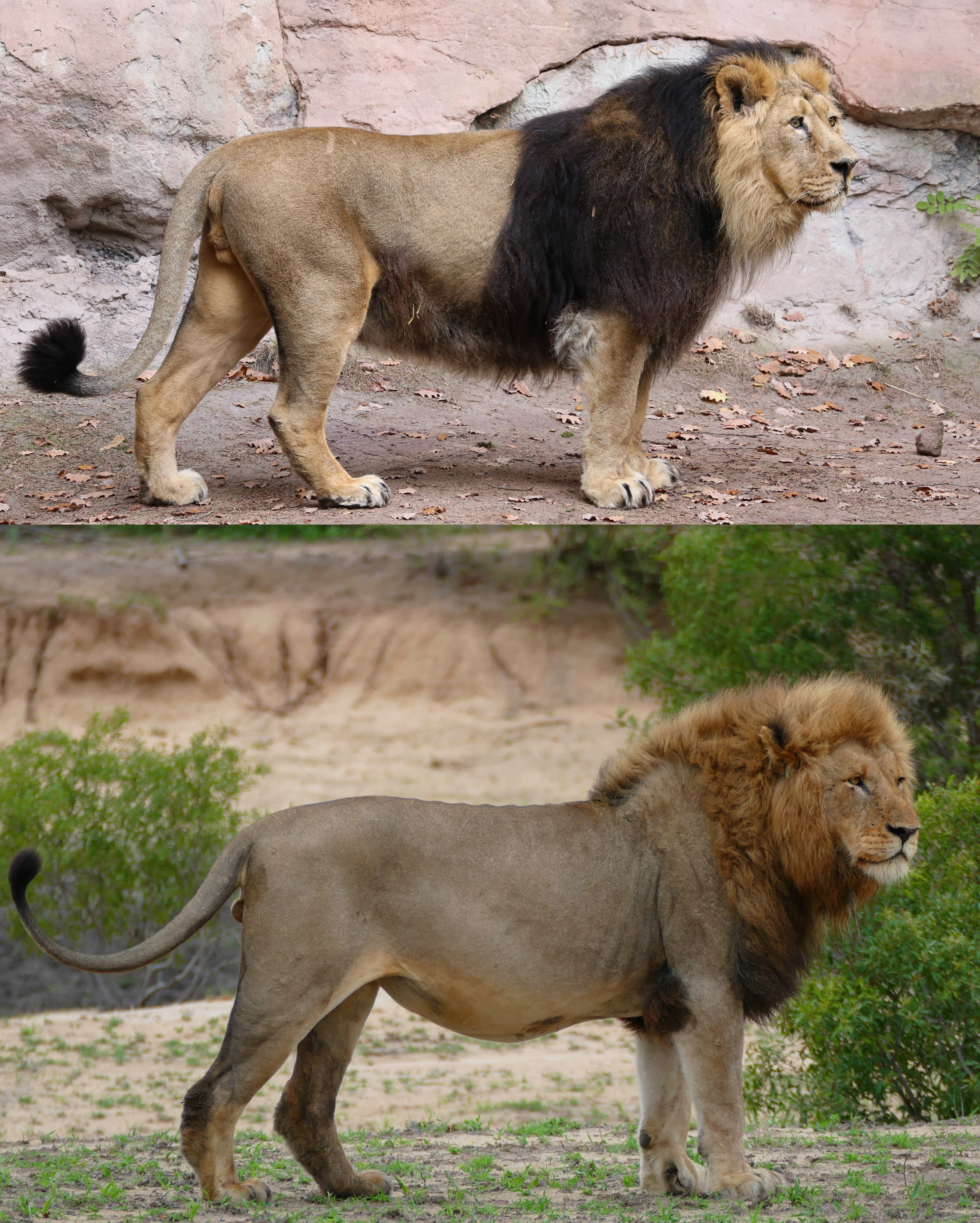
Leoni asiatico e dell'Africa meridionale a confronto.

Il colore e lo sviluppo della criniera nei leoni maschi varia tra regioni, popolazioni e in base all'età. In generale, il leone asiatico si distingue dal leone africano per una criniera meno sviluppata. Le criniere della maggior parte dei leoni presenti nell'antica Grecia e in Asia Minore erano anch'esse meno sviluppate e non si estendevano sotto l'addome, sui fianchi o sulle ulne. Leoni con criniere simili, meno appariscenti, erano noti anche nella regione siriana, nella penisola arabica e in Egitto.

### Esemplari eccezionalmente grandi
La lunghezza totale accertata di un maschio di leone asiatico più lunga finora registrata è di 2,92 m, inclusa la coda. Si racconta che l'imperatore Jahangir, negli anni 1620, abbia trafitto con una lancia un leone che misurava 3,10 m e pesava 306 kg. Nel 1841, il viaggiatore inglese Austen Henry Layard accompagnò dei cacciatori nel Khuzestan, in Iran, dove fu avvistato un leone che «aveva arrecato molti danni nella pianura di Ram Hormuz» prima di essere abbattuto da uno dei suoi compagni. Layard lo descrisse come «insolitamente grande e di colore marrone molto scuro», con alcune parti del corpo quasi nere. Nel 1935, un ammiraglio britannico affermò di aver avvistato un leone privo di criniera nei pressi di Quetta, in Pakistan. Scrisse: «Era un grande leone, molto tozzo, di colore fulvo chiaro, e posso dire che nessuno dei tre ebbe il minimo dubbio su ciò che avevamo visto, finché, una volta arrivati a Quetta, molti ufficiali espressero dubbi sulla sua identità o sulla possibilità che vi fosse un leone in quella regione».

## Distribuzione e habitat
Nella foresta di Gir, nella regione di Saurashtra, un'area di 1.412,1 km² fu dichiarata santuario per la conservazione del leone asiatico nel 1965. Questo santuario e le aree circostanti costituiscono l'unico habitat attuale della specie. Dopo il 1965, fu istituito un parco nazionale che copre 258,71 km², all'interno del quale ogni attività umana è vietata. Nella zona circostante, che rientra nel santuario, soltanto i Maldhari hanno il diritto di portare il proprio bestiame al pascolo.
I leoni abitano gli ultimi lembi forestali nelle due catene collinari di Gir e Girnar, che rappresentano le estensioni più ampie delle foreste tropicali e subtropicali secche a latifoglie del Gujarat. Questi ambienti includono anche foreste spinose e savane, e forniscono habitat prezioso a una fauna e flora diversificate. Attualmente esistono cinque aree protette destinate allas conservazione del leone asiatico: il Santuario di Gir, il Parco nazionale di Gir, il Santuario di Pania, il Santuario di Mitiyala e il Santuario di Girnar. Le prime tre formano la cosiddetta «Gir Conservation Area», un blocco forestale di 1.452 km² che costituisce il nucleo principale dell'areale del leone. Gli altri due santuari, Mitiyala e Girnar, proteggono aree satellite situate a distanza di dispersione dal nucleo centrale. Un ulteriore santuario è in via di istituzione presso la Riserva naturale di Barda, che fungerà da habitat alternativo per i leoni. La popolazione orientale dell'area è più arida ed è caratterizzata da savane spinose dominate da acacie, con una piovosità annua media di circa 650 mm; a ovest, le precipitazioni sono più abbondanti e raggiungono circa 1.000 mm all'anno.
La popolazione del leone asiatico è passata da un passo dall'estinzione a 411 individui nel 2010. In quell'anno, circa 105 leoni vivevano al di fuori della foresta di Gir, pari a un quarto dell'intera popolazione. Giovani subadulti in dispersione avevano stabilito nuovi territori al di fuori dei branchi natali, contribuendo così all'espansione della popolazione satellite a partire dal 1995. Nel 2015, la popolazione complessiva era stimata in 523 individui distribuiti su un'area di circa 7.000 km² nella regione del Saurashtra, comprendente 109 maschi adulti, 201 femmine adulte e 213 cuccioli. Il censimento del 2017 rilevò una popolazione di circa 650 individui.
Nel 2020, almeno sei popolazioni satellite si erano ormai espanse in otto distretti del Gujarat, stabilendosi anche in aree densamente antropizzate al di fuori della rete di aree protette. Un totale di 104 leoni viveva lungo la fascia costiera. Quelli presenti lungo la costa, così come quelli tra la costa e la foresta di Gir, mostrano home range individuali più ampi. Al momento del censimento, tra i 300 e i 325 leoni vivevano all'interno della foresta di Gir. Il resto della popolazione era distribuito tra i distretti di Amreli, Bhavnagar e Gir Somnath, con nuclei nelle riserve di Girnar, Mitiyala e Pania, oltre che in aree non protette. Nel 2024 e 2025, alcuni leoni iniziarono a nuotare fino all'isola di Diu, separata dalla terraferma da uno stretto braccio di mare. Questi esemplari furono ricondotti nel Gujarat su richiesta dell'amministrazione locale, per evitare problemi alla popolazione umana, anche se la decisione suscitò le proteste degli ambientalisti, che ne contestarono la necessità.

### Areale storico
Durante l'Olocene, circa 6.500 anni fa e forse già a partire da 8.000 anni fa, i leoni moderni colonizzarono il Sud-est europeo (inclusi gli attuali territori di Bulgaria e Grecia) e alcune zone dell'Europa centrale, come l'Ungheria e l'Ucraina. L'analisi dei resti fossili di questi leoni europei suggerisce che essi non si differenziavano dai leoni asiatici moderni e dovrebbero essere assegnati a questa popolazione. Fonti storiche indicano che i leoni si estinsero in Europa durante l'antichità classica, anche se alcune ipotesi suggeriscono che possano essere sopravvissuti fino al Medioevo in Ucraina.
In passato il leone asiatico era presente anche nella penisola arabica, nel Levanta, in Mesopotamia e nel Belucistan. Nella regione transcaucasica era noto fin dall'Olocene e si estinse nel X secolo. Sopravvisse fino alla metà del XIX secolo in aree adiacenti alla Mesopotamia e alla Siria e fu ancora osservato nei tratti superiori dell'Eufrate nei primi anni 1870. Alla fine del XIX secolo era già estinto in Arabia Saudita e in Turchia. L'ultimo leone noto in Iraq fu ucciso nel 1918 lungo il basso corso del Tigri.
In Iran, i documenti storici indicano che l'areale comprendeva la piana del Khuzestan e la provincia di Fars, a quote inferiori ai 2.000 metri, in ambienti steppici e boschi di pistacchio e mandorlo. In passato era diffuso nel paese, ma già negli anni 1870 veniva avvistato solo sul versante occidentale dei monti Zagros e nelle regioni boscose a sud di Shiraz. Il leone costituiva l'emblema nazionale e compariva anche sulla bandiera dell'Iran. Alcuni degli ultimi esemplari furono avvistati nel 1941 tra Shiraz e Jahrom, e nel 1942 uno fu segnalato circa 65 km a nord-ovest di Dezful. Nel 1944 fu ritrovato il cadavere di una leonessa lungo il fiume Karun, nella provincia iraniana del Khuzestan.
In India, il leone asiatico era presente nei territori di Sind, Bahawalpur, Punjab, Gujarat, Rajasthan, Haryana, Bihar e si spinfeva verso est fino a Palamau e Rewa, nel Madhya Pradesh, all'inizio del XIX secolo. In passato si estendeva fino al Bangladesh e a sud fino al fiume Narmada. A causa della distribuzione frammentata in India, Reginald Innes Pocock ipotizzò che il leone asiatico fosse arrivato da poco tempo attraverso il Belucistan, dopo essere giunto dall'Europa sud-orientale, ma che la successiva espansione fosse stata arrestata dall'azione dell'uomo. La crescente diffusione delle armi da fuoco contribuì alla scomparsa locale della specie in vaste aree. La caccia intensiva da parte degli ufficiali britannici e dei principi indiani causò un rapido declino del numero di esemplari. I leoni furono sterminati a Palamau nel 1814, nello Stato di Baroda, ad Hariana e nel distretto di Ahmedabad negli anni 1830, a Kot Diji e nel distretto di Damoh negli anni 1840. Durante la ribellione indiana del 1857, un ufficiale britannico uccise 300 leoni. Gli ultimi esemplari di Gwalior e Rewah furono abbattuti negli anni 1860. Un leone fu ucciso nei pressi di Allahabad nel 1866. L'ultimo leone del Monte Abu, nel Rajasthan, fu avvistato nel 1872. Alla fine degli anni 1870, i leoni erano estinti in tutto il Rajasthan. Nel 1880 non ne sopravviveva più alcuno nei distretti di Guna, Deesa e Palanpur, e solo una dozzina di individui restavano nel distretto di Junagadh. All'inizio del XX secolo, la foresta di Gir ospitava l'unica popolazione superstite di leoni asiatici in India, protetta come riserva di caccia privata dal Nawab di Junagarh.

## Biologia
I maschi di leone asiatico sono generalmente solitari oppure si associano in gruppi composti da un massimo di tre individui, formando un branco poco strutturato. Le coppie di maschi riposano, cacciano e si nutrono insieme, mostrando comportamenti territoriali negli stessi punti. Le femmine si associano con un massimo di dodici altre femmine, formando branchi più coesi insieme ai cuccioli. Condividono le carcasse di grandi prede tra loro, ma raramente con i maschi. I maschi e le femmine si uniscono solo per pochi giorni durante l'accoppiamento, ma di norma non vivono né si alimentano insieme.
Uno studio con radiotelemetria ha evidenziato che l'home range annuale dei maschi varia tra 144 e 230 km² a seconda delle stagioni secche o piovose. Le femmine occupano territori più piccoli, tra 67 e 85 km². Durante i periodi caldi e aridi, i leoni preferiscono habitat fluviali densamente vegetati e ombreggiati, dove si concentrano anche le specie di preda.
Le coalizioni di maschi difendono territori che includono uno o più branchi di femmine. Insieme, riescono a mantenere il controllo del territorio per periodi più lunghi rispetto ai maschi solitari. Nelle coalizioni di tre o quattro maschi, si osserva una gerarchia marcata, con un individuo dominante sugli altri.
Nel Parco nazionale di Gir, i leoni sono attivi soprattutto al crepuscolo e durante la notte, con un'elevata sovrapposizione temporale con il cervo sambar (Rusa unicolor), il cinghiale (Sus scrofa) e il nilgau (Boselaphus tragocamelus).

### Alimentazione
I leoni preferiscono prede di grandi dimensioni con un peso corporeo tra 190 e 550 kg, indipendentemente dalla loro disponibilità. Storicamente, il bestiame domestico ha rappresentato una componente importante della dieta del leone asiatico nella foresta di Gir. All'interno del parco nazionale, i leoni cacciano prevalentemente cervi pomellati (Axis axis), sambar, nilgau, bovini domestici (Bos taurus), bufali domestici (Bubalus bubalis) e, meno frequentemente, cinghiali. La preda più comune è il cervo pomellato, nonostante pesi solo circa 50 kg. I sambar vengono predati soprattutto quando scendono dalle colline durante l'estate. Fuori dall'area protetta, dove le prede selvatiche scarseggiano, i leoni predano principalmente bufali d'acqua e bovini domestici, e raramente dromedari (Camelus dromedarius). Solitamente abbattono le prede a meno di 100 metri dai corsi d'acqua, attaccano a distanza ravvicinata e trascinano le carcasse in zone fitte di vegetazione. Visitano regolarmente alcuni siti per nutrirsi di carcasse di bestiame morto abbandonate dagli allevatori Maldhari. Durante i mesi secchi e caldi, predano occasionalmente anche coccodrilli palustri (Crocodylus palustris) lungo le rive della diga di Kamleshwar Dam.
Nel 1974, il Dipartimento Forestale stimò la popolazione di ungulati selvatici a 9.650 esemplari. Nei decenni successivi, questa popolazione è cresciuta costantemente, raggiungendo i 31.490 individui nel 1990 e i 64.850 nel 2010, di cui 52.490 cervi pomellati, 4.440 cinghiali, 4.000 sambar, 2.890 nilgau, 740 gazzelle chinkara (Gazella bennettii) e 290 antilopi quadricorne (Tetracerus quadricornis). In confronto, le popolazioni di bufali e bovini domestici sono diminuite a seguito del reinsediamento degli allevatori, principalmente per la rimozione del bestiame residente dalla zona di conservazione. La popolazione di bestiame domestico, pari a 24.250 capi negli anni '70, era scesa a 12.500 entro la metà degli anni '80, ma è risalita a 23.440 capi nel 2010. A seguito di questi cambiamenti nelle comunità di predatori e prede, i leoni asiatici hanno modificato i loro modelli alimentari. Oggi, le predazioni di bestiame all'interno del santuario sono molto rare e avvengono per lo più nei villaggi periferici. Tra il 2005 e il 2009, i leoni hanno ucciso in media 2.023 capi di bestiame all'anno nella zona di Gir e altri 696 nelle aree satellite.
I maschi dominanti consumano in media il 47% di carne in più rispetto ai compagni di coalizione. L'aggressività tra membri del gruppo aumenta quando la coalizione è numerosa e la preda è di piccole dimensioni.

### Riproduzione
I leoni asiatici si accoppiano prevalentemente tra ottobre e novembre. L'accoppiamento dura da tre a sei giorni, durante i quali i leoni non cacciano e si limitano a bere acqua. La gestazione dura circa 110 giorni e le cucciolate comprendono da uno a quattro cuccioli. L'intervallo medio tra una nascita e l'altra è di 24 mesi, a meno che i cuccioli non muoiano a causa di infanticidio da parte di maschi adulti, malattie o ferite. I cuccioli diventano indipendenti intorno ai due anni. I maschi subadulti lasciano il branco nomade entro i tre anni e diventano nomadi fino a quando non riescono a stabilire un proprio territorio. I maschi dominanti si accoppiano più frequentemente rispetto ai compagni di coalizione. In uno studio condotto tra dicembre 2012 e dicembre 2016, tre femmine cambiarono partner a favore del maschio dominante. Il monitoraggio di oltre 70 eventi riproduttivi ha rivelato che le femmine si accoppiano con maschi di diversi branchi rivali all'interno del proprio areale, e che questi maschi tollerano i cuccioli gli gli uni degli altri. Solo i nuovi maschi che entrano nei territori delle femmine uccidono i cuccioli non familiari. Le femmine giovani tendono ad accoppiarsi con maschi all'interno del proprio territorio, mentre le femmine più anziane scelgono partner che vivono ai margini del loro areale.

## Minacce

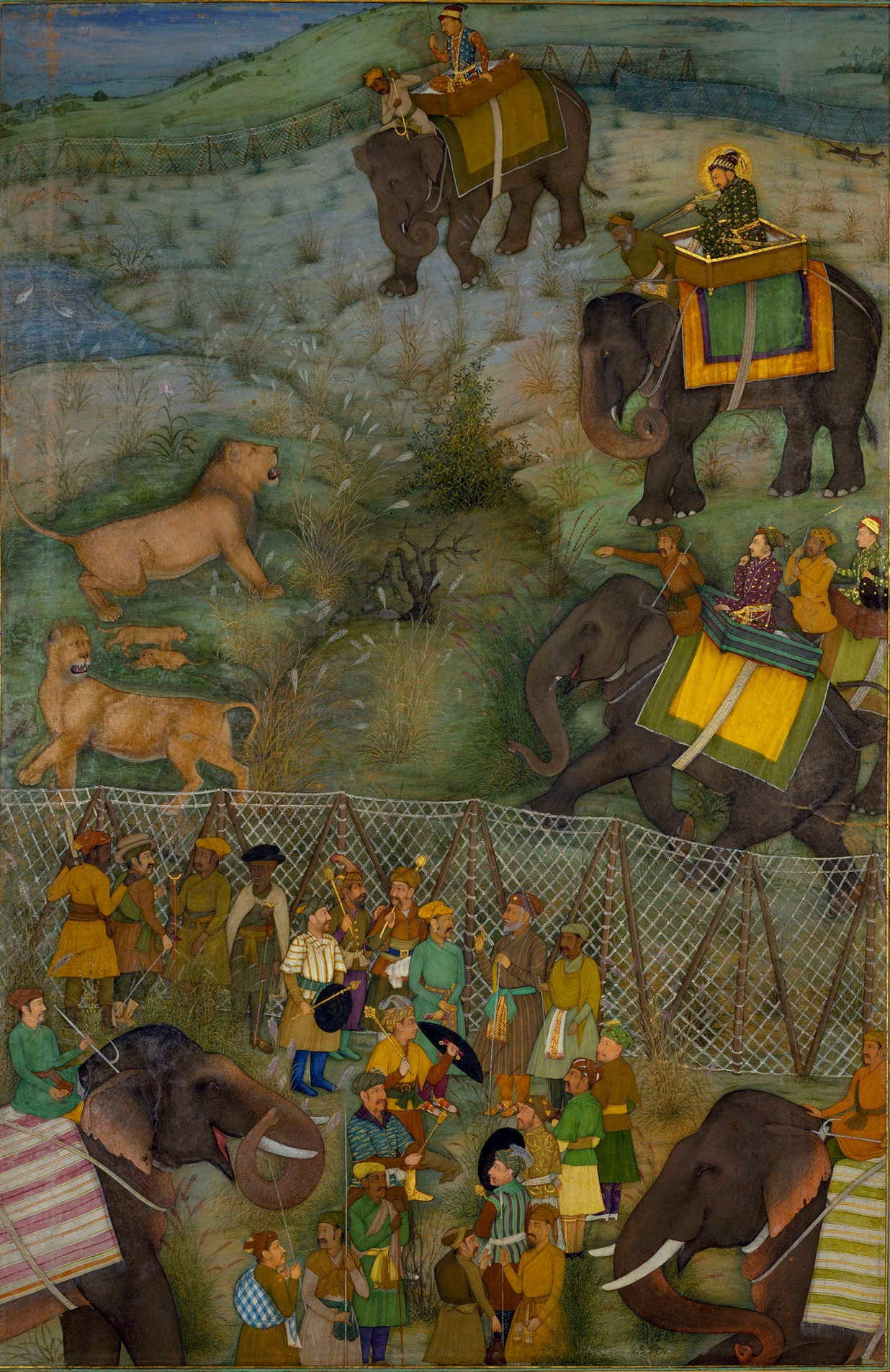
Un dipinto dell'imperatore Mughal Shah Jahan che caccia i leoni nella zona di Burhanpur, nell'attuale Madhya Pradesh, del 1630.

Il leone asiatico sopravvive attualmente come un'unica sottopopolazione, il che lo rende particolarmente vulnerabile all'estinzione a causa di eventi imprevedibili, come epidemie o vasti incendi forestali. Negli ultimi anni sono emersi indizi di episodi di bracconaggio e segnalazioni secondo cui gruppi organizzati di bracconieri avrebbero spostato la loro attenzione dalle tigri del Bengala ai leoni del Gujarat. Inoltre, si sono verificati numerosi casi di annegamento, con leoni caduti accidentalmente in pozzi scoperti.
Prima del reinsediamento dei Maldhari, la foresta di Gir era fortemente degradata a causa del pascolo intensivo del bestiame, che competeva con gli ungulati autoctoni limitandone la popolazione. Diversi studi hanno documentato una significativa rigenerazione dell'habitat e un notevole aumento degli ungulati selvatici in seguito al reinsediamento progressivo dei Maldhari a partire dagli anni '70.
Tuttavia, nell'ottobre 2018, circa 25 leoni furono trovati morti nei dintorni della foresta di Gir. In quattro casi la causa fu identificata nel virus del cimurro canino (canine distemper virus), lo stesso agente patogeno responsabile di diverse morti tra i leoni del Serengeti.

### Conflitti con l'uomo
Dalla metà degli anni '90, la popolazione di leoni asiatici è aumentata al punto che, nel 2015, circa un terzo degli esemplari viveva al di fuori delle aree protette. Di conseguenza, anche i conflitti tra uomini e fauna selvatica sono aumentati. Gli abitanti locali difendono i raccolti da nilgau, cinghiali e altri erbivori utilizzando recinzioni elettriche ad alta tensione. Alcuni apprezzano la presenza dei predatori, in quanto contribuiscono a contenere le popolazioni di erbivori. Altri, però, temono i leoni e ne hanno uccisi diversi in risposta ad attacchi contro il bestiame.
Nel luglio 2012, un leone trascinò un uomo dalla veranda della sua casa e lo uccise, a circa 50-60 km dal Parco nazionale della foresta di Gir. Si trattava del secondo attacco nell'area in sei mesi, dopo che un altro uomo di 25 anni era stato aggredito e ucciso a Dhodadar.

## Conservazione
Panthera leo persica è inserito nell'Appendice I della Convenzione CITES, e in India è completamente protetto dalla legge, dove è considerato specie in pericolo di estinzione.

### Progetti di reintroduzione

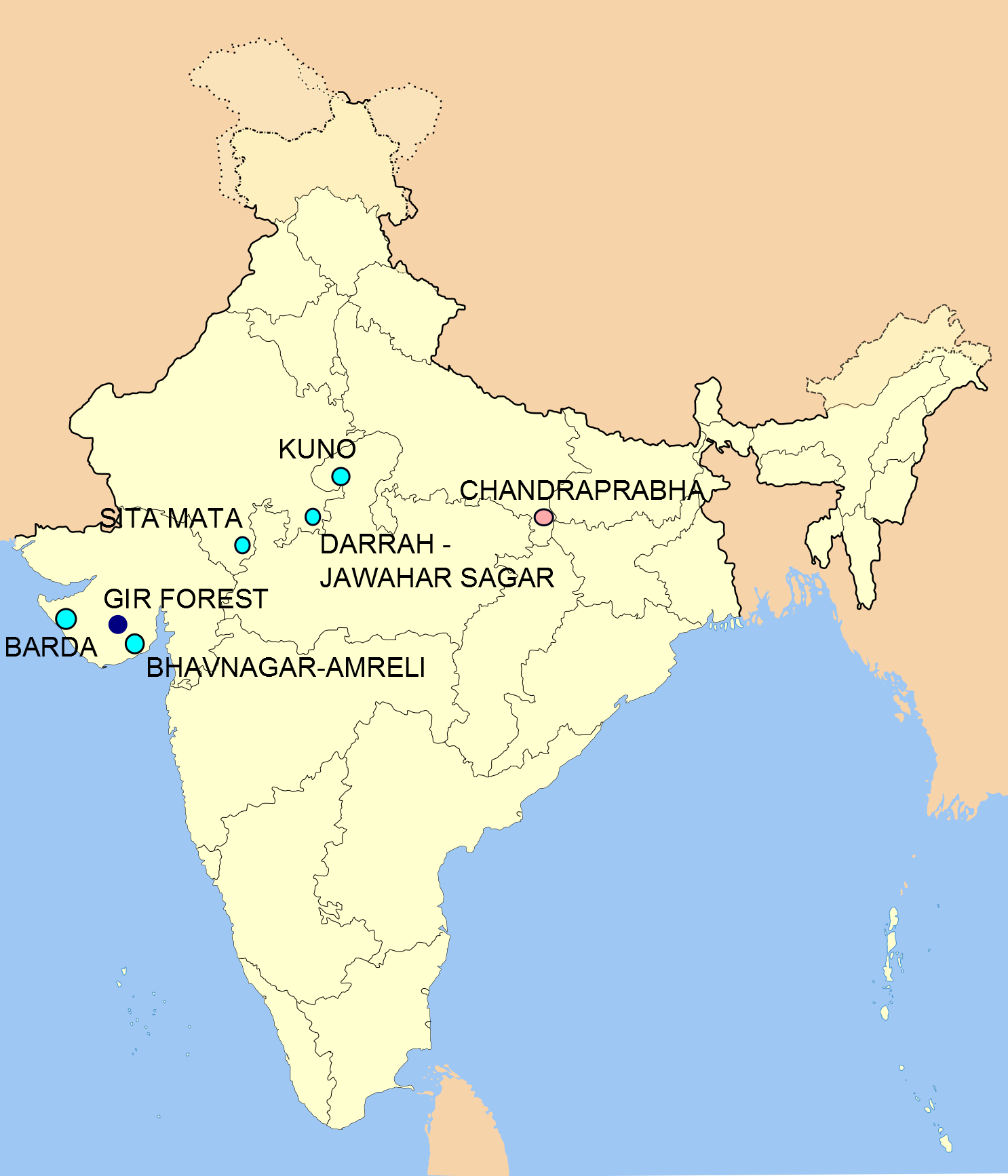
Siti di reintroduzione proposti in India. I punti rosa indicano le popolazioni precedenti, mentre i punti turchesi indicano i siti proposti.

#### India
Già negli anni Cinquanta, i biologi raccomandarono al governo indiano di reintrodurre una popolazione selvatica di leoni asiatici in un'area dell'antico areale della specie, per garantirne la salute riproduttiva e proteggerla dal rischio di estinzione dovuto a eventi catastrofici, come epidemie. Nel 1956, il Consiglio indiano per la fauna selvatica approvò la proposta dello stato dell'Uttar Pradesh di istituire un nuovo santuario presso il Chandra Prabha Wildlife Sanctuary, un'area di 96 km² nell'Uttar Pradesh orientale, dove clima, vegetazione e morfologia del territorio risultano simili a quelli della foresta di Gir. Nel 1957 furono liberati nel santuario un maschio e due femmine catturati in natura. Nel 1965 la popolazione contava 11 individui, ma tutti scomparvero in seguito.
Negli anni Novanta fu avviato l'Asiatic Lion Reintroduction Project, volta a individuare un habitat alternativo per la reintroduzione. Biologi del Wildlife Institute of India esaminarono diversi siti candidati in base alla disponibilità di prede e alle condizioni ambientali. Il sito giudicato più idoneo fu il Palpur-Kuno Wildlife Sanctuary, nel Madhya Pradesh settentrionale, seguito dai santuari di Sita Mata e dal Darrah National Park. Entro il 2000, 1.100 famiglie residenti in 16 villaggi furono trasferite da Palpur-Kuno, e si prevedeva il reinsediamento di altre 500 famiglie da otto villaggi, permettendo l'espansione dell'area protetta di ulteriori 345 km².
Le autorità del Gujarat si opposero con forza al trasferimento dei leoni, poiché ciò avrebbe comportato la perdita dello status del Gir come unico habitat al mondo del leone asiatico. La questione finì così davanti alla Corte Suprema dell'India, che nell'aprile 2013 ordinò allo stato del Gujarat di trasferire alcuni esemplari in Madhya Pradesh per istituire una seconda popolazione. Tuttavia, il governo del Gujarat ha continuato a opporsi alla traslocazione.

#### Iran
Nel 1977 l'Iran tentò di reintrodurre il leone nel Parco nazionale di Arzhan, ma il progetto fu bloccato dall'opposizione delle popolazioni locali. Ciononostante, l'Iran non ha abbandonato l'obiettivo. Nel febbraio 2019, lo Zoo di Teheran ricevette un maschio di leone asiatico dallo Zoo di Bristol nel Regno Unito, seguito nel giugno dello stesso anno da una femmina proveniente dallo Zoo di Dublino, con la speranza di avviare un programma riproduttivo.

### In cattività
Fino alla fine degli anni Novanta, nei giardini zoologici indiani i leoni asiatici venivano incrociati senza criteri con leoni africani sequestrati ai circhi, causando inquinamento genetico nella popolazione in cattività. Una volta emersa la portata del fenomeno, i programmi di riproduzione europei e americani per la specie vennero interrotti, poiché gli animali fondatori provenienti dall'India risultarono essere ibridi tra leoni africani e asiatici. Negli zoo nordamericani si verificarono incroci involontari che portarono, secondo gli studiosi, a un aumento della fertilità e del successo riproduttivo, oltre a un miglioramento nello sviluppo degli spermatozoi
Gli studi genetici con impronte di DNA hanno reso possibile l'individuazione di esemplari con maggiore variabilità genetica, utile nei programmi di conservazione. Nel 2006, la Central Zoo Authority of India interruppe ufficialmente la riproduzione di leoni ibridi, dichiarando che «i leoni ibridi non hanno valore conservazionistico e non vale la pena investirvi risorse». Attualmente, in India si allevano soltanto leoni asiatici geneticamente puri.
Nel 1972, lo Zoo di Sakkarbaug vendette una coppia di giovani leoni di ceppo puro alla Fauna Preservation Society, che li destinò al Jersey Wildlife Trust, con l'obiettivo di avviare un programma di riproduzione in cattività.
Il Libro genealogico internazionale del leone asiatico fu istituito nel 1977, seguito nel 1983 dal programma nordamericano Species Survival Plan (SSP). La popolazione SSP era composta da discendenti di cinque leoni fondatori, tre dei quali erano puri asiatici, mentre due erano africani o ibridi. Gli individui coinvolti nello SSP presentavano alti coefficienti di consanguineità.
All'inizio degli anni Novanta, tre zoo europei importarono leoni asiatici puri dall'India: il London Zoo ricevette due coppie, il Giardino zoologico di Zurigo una coppia, e lo Zoo di Korkeasaari a Helsinki un maschio e due femmine. Nel 1994 fu avviato il programma EEP (European Endangered Species Programme) per il leone asiatico. L'Associazione europea degli zoo e degli acquari (EAZA) pubblicò il primo libro genealogico europeo nel 1999. Nel 2005, la popolazione EEP contava 80 leoni asiatici, l'unica popolazione in cattività al di fuori dell'India. Nel 2009 il numero superava i 100 individui. Il programma SSP nordamericano, invece, non fu ripreso: per riavviarlo è necessario costituire una nuova popolazione fondatrice con individui geneticamente puri.

## Nella cultura

### Asia meridionale e orientale
Dipinti rupestri neolitici raffiguranti leoni sono stati scoperti nei rifugi rocciosi di Bhimbetka, nell'India centrale, e risalgono ad almeno 30.000 anni fa.
In sanscrito, il termine per «leone» è सिंह (siṃhaḥ), nome che designa anche una delle forme del dio Shiva e corrisponde al segno zodiacale del Leone. Il nome sanscrito dello Sri Lanka è Sinhala, che significa «dimora dei leoni». Il nome di Singapore deriva dai termini malesi singa («leone») e pura («città»), a loro volta derivati da siṃhaḥ e pura in sanscrito, quest'ultimo termine significando anche «città fortificata».
Nella mitologia induista, Narasimha, avatar metà uomo e metà leone, rappresenta la quarta incarnazione del dio Vishnu. Simhamukha è una dakini e protettrice dal volto leonino nel buddhismo tibetano.
Nel diciottesimo libro del Mahabharata, Bharata priva i leoni del loro valore. Il leone riveste un ruolo di primo piano anche nelle Favole di Pilpay, tradotte in persiano, greco ed ebraico tra l'VIII e il XII secolo. È inoltre simbolo di Mahavira, il ventiquattresimo e ultimo tirthankara del giainismo.
Il leone è il terzo animale dello zodiaco birmano e il sesto di quello singalese. Le più antiche sculture in pietra raffiguranti leoni in Cina risalgono alla dinastia Han, a cavallo del primo millennio. La danza del leone è una tradizione cinese strettamente legata al buddhismo e attestata sin dalla dinastia Han. In Cambogia esiste un'arte marziale tradizionale chiamata Bokator (in khmer: ល្បុក្កតោ), che significa letteralmente «colpire un leone».

### Asia occidentale ed Europa
Raffigurazioni di leoni compaiono su vasi risalenti al 2600 a.C. rinvenuti nei pressi del lago di Urmia, in Iran. Il leone era un simbolo importante anche nell'antica Mesopotamia, come mostra un bassorilievo rinvenuto a Ninive. Nella Bibbia, il leone appare più volte, tra cui l'episodio in cui Sansone ne affronta uno nel Libro dei Giudici. Essendo un tempo diffuso nella penisola arabica, il leone asiatico ha avuto un forte significato simbolico nella cultura araba e islamica. Ad esempio, la sura al-Muddaththir del Corano paragona l'ostilità dei ricchi verso il messaggio del profeta Maometto alla fuga delle prede davanti a un qaswarah (قَسْوَرَة), termine arabo che può significare «leone», «predatore» o «cacciatore». Altri termini arabi per «leone» includono asad (أَسَد) e sabaʿ (سَبَع), spesso usati come nomi propri o toponimi. La città israeliana di Beersheba è chiamata in arabo Bi’r al-Sabaʿ (بِئر ٱلسَّبَع), che può significare «sorgente del leone». Due tra i più importanti parenti del profeta Maometto, ʿAlī ibn ʾAbī Ṭālib e Ḥamza ibn ʿAbd al-Muṭṭalib, furono soprannominati rispettivamente Asad Allāh (أَسَد ٱلله, «leone di Dio»).
Il leone di Babilonia è raffigurato sulla porta di Ishtar, mentre nella Epopea di Gilgamesh, l'eroe è spesso associato al leone. La nazionale di calcio dell'Iraq è soprannominata «Leoni della Mesopotamia».
Il simbolismo del leone è profondamente radicato nella cultura persiana. I re achemenidi ne facevano uso su troni e vesti. Il termine Shir o Sher (شیر), che significa «leone» in persiano, è presente in molti toponimi dell'Iran e dell'Asia centrale, come Shiraz o il fiume Sherabad, ed è stato adottato anche in lingue come l'hindi. Il simbolo del Leone e Sole (Shir o Khorshid, شیر و خورشید) è uno degli emblemi più celebri dell'Iran, in uso sin dalla dinastia safavide e presente sulla bandiera del paese fino al 1979.
La caccia al leone era diffusa nel Caucaso, praticata tanto dai locali quanto dagli stranieri. I sovrani della regione erano chiamati Shirvanshah, ovvero «re dei leoni».
Nella mitologia greca arcaica, il leone di Nemea compare tra le dodici fatiche di Eracle. Una statua del Leone risalente all'Età del Bronzo (ca. 1000-1200 a.C.), proveniente dall'Italia meridionale o dalla Spagna, nota come «Leone di Mari-Cha», è stata esposta al Louvre di Abu Dhabi.